# Домініковиці (Лодзинське воєводство)
Домініковиці (пол. Dominikowice) — село в Польщі, у гміні Поддембиці Поддембицького повіту Лодзинського воєводства.
Населення — 247 осіб (2011).
У 1975-1998 роках село належало до Серадзького воєводства.

## Демографія
Демографічна структура станом на 31 березня 2011 року:
|          | Загалом | Допрацездатний вік | Працездатний вік | Постпрацездатний вік |
| -------- | ------- | ------------------ | ---------------- | -------------------- |
| Чоловіки | 121     | 28                 | 85               | 8                    |
| Жінки    | 126     | 21                 | 72               | 33                   |
| Разом    | 247     | 49                 | 157              | 41                   |